# Кокка
Кокка (VI век) — игумения, святая Католической церкви (память 6 июня).
Святая Кокка (Cocca), иначе Кукка (Cucca), Куах (Cuach), Куака (Cuaca) или Кок (Coc) почитается покровительницей Килкока (Kilcock), то есть храма св. Кокки в вотчине Икити (Ikeathy) и Ухтерани (Oughterany), расположенной на берегу реки Рай (Rye). Считается, что св. Кокка была сестрой св. Кевина (Kevin) и сестрой по матери св. Аттракты (Attracta). Св. Кокка, по преданию, шила облачения. Неизвестно, когда св. Кокка пришла в Килкок, но известно, что она была игуменией монашеского сестричества. Другой памятник, посвящённый св. Кокке — святой источник Туббермохокка (Tubbermochocca), ранее считавшийся утерянным на задворках Килкока, имеется на берегу Ольстера (Ulster bank).